# William Thomas White (homme politique québécois)
Pour les articles homonymes, voir Thomas (nom de famille), White, William White et William Thomas.
William Thomas White (né le 28 mai 1836 à Québec – mort le 3 mars 1925 à Sherbrooke) est un avocat, juge et homme politique anglo-québécois. Il est maire de Sherbrooke de 1885 à 1887.

## Origine
Fils de Michael White, William Thomas White naît et grandit dans la ville de Québec avant d'y entamer une carrière dans le transport de marchandises.

## Carrière professionnelle et politique
William Thomas White décide de changer son orientation de carrière et entame une formation en droit. En 1868, il est admis au Barreau et pratique sa profession en partenariat avec Robert Newton Hall dans la ville de Sherbrooke, principale ville des Cantons-de-l'Est, au Québec. 
En 1882, William Thomas White, représentant le Barreau de Saint-François (St-Francis en anglais) est élu bâtonnier du Québec pour le bâtonnat de 1882-1883. En 1883, William Thomas White est fait conseiller de la reine par le gouverneur-général du Canada, John Campbell.

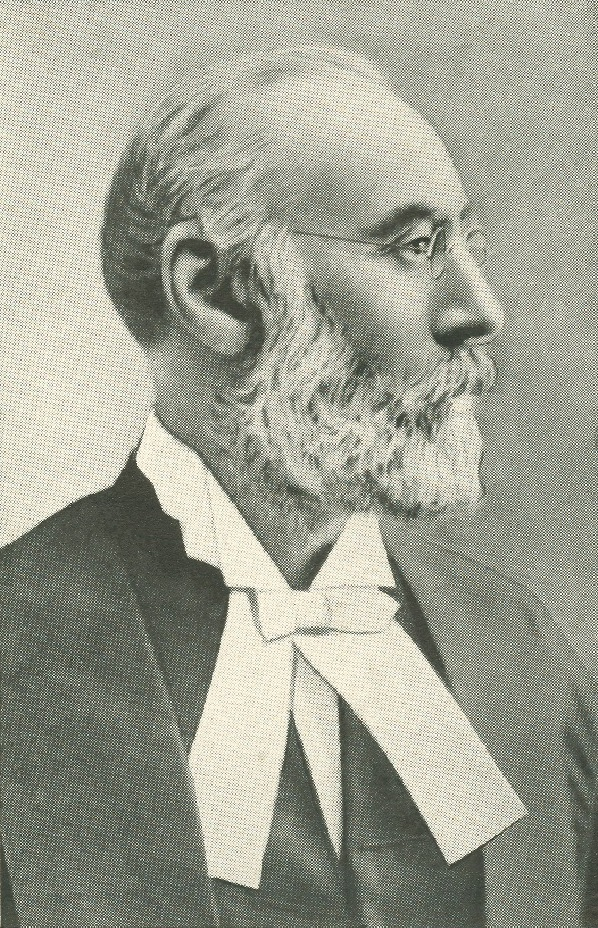
William Thomas White, ca. 1920

En 1885, William Thomas White est élu au conseil municipal de Sherbrooke, puis, en octobre de la même année, assume l'intérim de la mairie de Sherbrooke,. En janvier 1886, il est élu à l'unanimité par les membres du conseil comme maire de la Cité de Sherbrooke, un poste qu'il assume jusqu'au 15 janvier 1887,. Il est le douzième maire de la municipalité. En 1888, il reçoit son Master of Laws de l'Université Bishop's de Lennoxville.
Il se fait à nouveau élire bâtonnier du Québec en 1895, bien que son mandat soit écourté en raison d'une nomination à un poste de juge à la Cour supérieure du Québec. 

## Haute magistrature
Le 5 novembre 1895, il est nommé juge puîné à la Cour supérieure du Québec pour le district judiciaire de Saint-François. Il prend sa retraite en 1904.

## Vie privée et décès
En août 1858, il épouse Emily Colby, sa première femme. Il épouse sa seconde femme, Mary Cowan Dickinson (ou Dickenson) en août 1870. 
La famille White loge dans une maison de style Second Empire de 1872 jusqu'en 1891, aujourd'hui connu sous le nom de l'Ancienne Maison White et abritant le YWCA de Sherbrooke. En 1891, William Thomas White et sa femme, Mary Cowan Dickinson, acquièrent la Seaton Place, aujourd'hui la Maison Henry-Robert-Beckett, qui devient la nouvelle résidence familiale. En 1901, White déclare des revenus annuels de 4 000 $, en plus d'employer des domestiques à la résidence familiale. 
Il est éditeur de la Sherbrooke Gazette et premier président de la Commission scolaire protestante de Sherbrooke. La rue White à Sherbrooke lui est dédié.
William Thomas White est décédé dans la résidence familiale des White le 3 mars 1925. Il est inhumé au cimetière Elmwood des Cantons-de-l'Est, près de Sherbrooke. 

## Hommages et distinctions

### Titre honorifique
- Conseiller de la reine[1]

### Titre de civilité
- Monsieur le bâtonnier[2]

#### Droit
- Avocat, Juriste
- Droit au Québec, Droit civil
- Histoire du droit au Québec, XIXe siècle en droit au Québec, XXe siècle en droit au Québec
- Système judiciaire du Québec, Loi du Québec
- Barreau du Québec, Bâtonnier du Québec
- Barreau de Saint-François, Districts judiciaires du Québec
- Code civil du Bas-Canada, Code criminel du Canada